# Gonioscelis truncatus
Gonioscelis truncatus är en tvåvingeart som beskrevs av H. Oldroyd 1974. Gonioscelis truncatus ingår i släktet Gonioscelis och familjen rovflugor. Inga underarter finns listade i Catalogue of Life.